# Arbre del viatger
L'arbre del viatger (Ravenala madagascariensis) és una espècie de la família de les strelitziàcies que es troba a Madagascar. Deu el nom al fet que els viatgers assedegats podien trobar aigua acumulada en moltes parts de la planta, tals com les bràctees de les flors i la base de les fulles, cadascuna de les quals pot emmagatzemar un quart de litre d'aigua. És l'única espècie del gènere monotípic Ravenala, encara que se n'han distingit quatre formes diferents.

## Hàbitat
És una planta endèmica de Madagascar. És un emblema d'aquest país, estilitzada sobre els avions de la companyia aèria nacional i en el seu escut nacional. També és present a l'Illa de la Reunió i a l'Illa Maurici, on va ser importada com planta ornamental, però que s'ha silvestrat i és considerada avui dia com planta invasora.

## Morfologia
Encara que pel seu aspecte ho sembli, no és una veritable palmera. Sembla una barreja de bananer i palmera. Planta herbàcia, desenvolupa un tija a causa de les beines foliars endurides. Amb un tronc d'una desena de metres d'altura i fulles de llargs pecíols d'un verd intens que recorden a les fulles dels bananes. Les grans i nombroses flors color blanc crema són hermafrodites, asimètriques, pol·linitzades per lemúrids, en grups cinciniformes protegits primàriament per grans bràctees, diverses inflorescències laterals llargament peduncles. El periant de 3+3 tèpals, els externs iguals i lliures, els interns desiguals soldats, un de majors dimensions i plegat en forma de fletxa envoltant a l'estil. L'androceu amb 5 o 6 estams. El gineceu de 3 carpels soldats, ovari ínfer, trilocular, nombrosos primordis seminals. El fruit de color marró és una càpsula valvicida amb 3 valves que conté unes llavors de color blau.